# Ewert Sköld
Per Ewert Sköld, född 10 juli 1915 i Alfta socken, död 21 december 2003 i Söderhamn, var en svensk poliskommissarie och kommunalpolitiker (Folkpartiet)..
Sköld var poliskonstapel i Norrtälje stad 1938–1944, blev inspektionskonstapel i Söderhamns stad 1945, överkonstapel 1950 och var poliskommissarie där från 1960. Han var ledamot av Söderhamns stadsfullmäktige från 1958, dess vice ordförande från 1961 och ordförande i civilförsvarsnämnden.